# Teoria de la gravetat de Lovelock

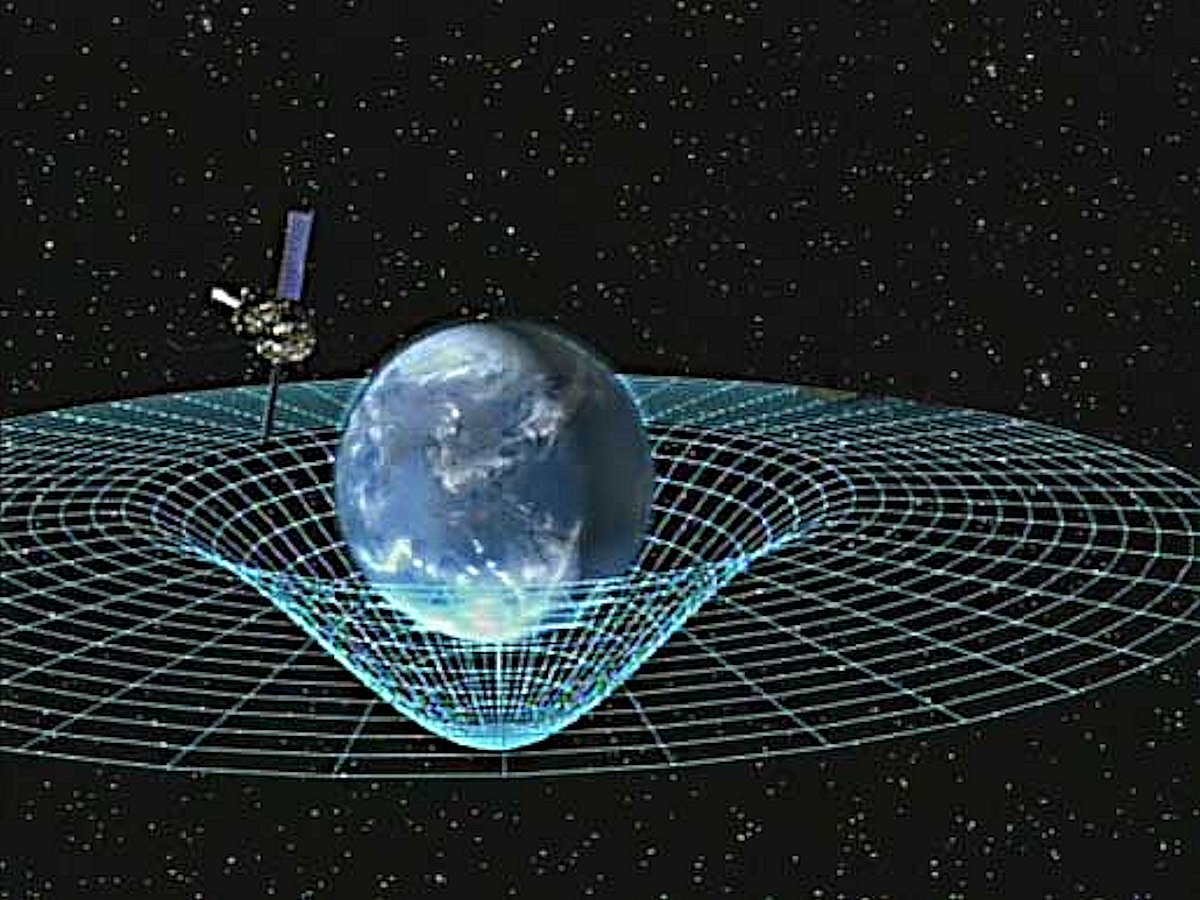
Concepte artístic de Gravity Probe B orbitant la Terra per mesurar l'espai-temps, una descripció en quatre dimensions de l'univers que inclou alçada, amplada, longitud i temps.

En física teòrica, la teoria de la gravetat de Lovelock (sovint coneguda com a gravetat de Lovelock) és una generalització de la teoria de la relativitat general d'Einstein introduïda per David Lovelock el 1971. És la teoria mètrica més general de la gravetat que produeix equacions de moviment de segon ordre conservades en un nombre arbitrari de dimensions espai-temps D. En aquest sentit, la teoria de Lovelock és la generalització natural de la relativitat general d'Einstein a dimensions superiors. En tres i quatre dimensions (D = 3, 4), la teoria de Lovelock coincideix amb la d'Einstein, però en dimensions superiors les teories són diferents. De fet, per a D > 4 la gravetat d'Einstein es pot considerar un cas particular de la gravetat de Lovelock, ja que l'acció d'Einstein-Hilbert és un dels diversos termes que constitueixen l'acció de Lovelock.

## Densitat lagrangiana
El Lagrangià de la teoria ve donat per una suma de densitats d'Euler esteses dimensionalment, i es pot escriure de la següent manera
https://wikimedia.org/api/rest_v1/media/math/render/svg/fd5abdf0694e24093bfcd474ae7b13320d466ce8
on R μν αβ representa el tensor de Riemann, i on el delta de Kronecker generalitzat δ es defineix com el producte antisimètric
{\displaystyle \delta _{\alpha _{1}\beta _{1}\cdots \alpha _{n}\beta _{n}}^{\mu _{1}\nu _{1}...\mu _{n}\nu _{n}}=(2n)!\delta _{\lbrack \alpha _{1}}^{\mu _{1}}\delta _{\beta _{1}}^{\nu _{1}}\cdots \delta _{\alpha _{n}}^{\mu _{n}}\delta _{\beta _{n}]}^{\nu _{n}}.}
Cada terme {\displaystyle {\mathcal {R}}^{n}} en {\displaystyle {\mathcal {L}}} correspon a l'extensió dimensional de la densitat d'Euler en 2 n dimensions, de manera que aquestes només contribueixen a les equacions de moviment per a n < D /2. En conseqüència, sense falta de generalitat, t a l'equació anterior es pot considerar D = 2t + 2 per a dimensions parells i D = 2t + 1 per a dimensions senars.

## Constants d'acoblament
Les constants d'acoblament α n al Lagrangià {\displaystyle {\mathcal {L}}} tenen dimensions de [longitud] 2n−D, tot i que és habitual normalitzar la densitat lagrangiana en unitats de l'escala de Planck
{\displaystyle \alpha _{1}=(16\pi G)^{-1}=l_{P}^{2-D}\,.}
Ampliació del producte {\displaystyle {\mathcal {L}}}, el Lovelock Lagrangian pren la forma
{\displaystyle {\mathcal {L}}={\sqrt {-g}}\ (\alpha _{0}+\alpha _{1}R+\alpha _{2}\left(R^{2}+R_{\alpha \beta \mu \nu }R^{\alpha \beta \mu \nu }-4R_{\mu \nu }R^{\mu \nu }\right)+\alpha _{3}{\mathcal {O}}(R^{3})),}
on es veu que l'acoblament α 0 correspon a la constant cosmològica Λ, mentre que α n amb n ≥ 2 són constants d'acoblament de termes addicionals que representen correccions ultravioletes a la teoria d'Einstein, que impliquen contraccions d'ordre superior del tensor de Riemann R μν αβ. En particular, el terme de segon ordre
{\displaystyle {\mathcal {R}}^{2}=R^{2}+R_{\alpha \beta \mu \nu }R^{\alpha \beta \mu \nu }-4R_{\mu \nu }R^{\mu \nu }}
és precisament el terme quadràtic de Gauss-Bonnet, que és la versió ampliada dimensionalment de la densitat d'Euler en quatre dimensions.